# Médaille d'honneur du Parlement de Wallonie
La médaille d'honneur du Parlement de Wallonie a été créée en 2015. Elle est destinée à récompenser les actes méritoires au service de la démocratie et est décernée par le Parlement de Wallonie. Son premier récipiendaire est le roi Philippe,.